# Рудни
Рудни (на казахски: Рудный, на руски: Рудный) e град в Северен Казахстан с ранг на самостоятелен район в Костанайска област. Разположен е на бреговете на река Тобол, на 50 км югозападно от областния център Костанай. 

## История
Възниква през 1957 г. във връзка с разработването на находище на желязна руда и изграждането на Соколовско-Сарбайския рудно-обогатителния комбинат. 
На 18 февруари 1949 г. пилотът Михаил Сургутанов, прелитайки над района „Сарбай“ обръща внимание на странното поведение на компаса. Няколко месеца по-късно геолози и географи пристигат на мястото на магнитната аномалия. Така е открито находището на желязна руда „Соколовское“. През лятото на 1954 г. съветското правителство решава да започне изграждането на завода и града под него. През май 1955 г. пристигат първите строители. Първоначално миньори, геолози и строители са разположени в селището Комсомолский. През 1955 г. пристигат и първите 4 хиляди работници по комсомолска линия. За тях е изгигнат голям палатков лагер, останал в историята като „Семидесятипалатинск“ което ще рече „град на седемдесетте палатки“. Други палаткови лагери са разположени близо до селището Комсомолски, в които новите заселници живеят в повече от 200 палатки - по 20 души във всяка. През лятото на 1956 г. Президиумът на Върховния съвет на Казахската ССР излиза с решение, с което му дава статут на „работническо селище“, като към него е бил присъединен и населеният пункт Комсомолский. На 30 август 1957 г. работническото селище е обявено за „град от областно значение“.
Името на град Рудни има своя интересна история. Първоначално строителите на завода наричат селището „Соколоврудстрой“, докато миньорите го наричат „Рудногорск“. Когато ръководителите на завода и на рудника пишели писма до различни органи, при изписването на адреса за връщане те задрасквали „другото“ име, като всеки посочвал предпочитаното име. През 1955 г. четиринадесетият брой на списание „Огоньок“ слага край на този спор. Владимир Полинов, специалният кореспондент на списанието, живее известно време в рабитническото село. Той снима миньорите и строителите и пише в репортаж: „Този град го няма на картата, дори няма име, но пионерите на новия Магнитогорск смятат името Рудни за най-подходящото име за него“. Съветските власти одобряват името и то е официализирано с актовете за градски статут на селището.

## Климат
Климатът е рязко континентален с ясно изразено редуване на четири сезона. През зимата в продължение на седмици температурата на въздуха достига минус 25-40 °C, а през лятото за две седмици тепмературата стига до 30 °C.